# Résolution en énergie
La résolution en énergie est un terme utilisé notamment dans le domaine de la spectrométrie. Il s'agit de la précision avec laquelle est mesurée l'énergie d'une raie dans le spectre. Les raies se matérialisent sous forment de pics dans l'histogramme du spectre. La résolution obtenue à une énergie donnée représente la largeur du pic centré sur cette énergie.